# Anzoátegui
Anzoátegui er en af Venezuelas 23 delstater (estados). Dens hovedstad hedder Barcelona. Delstaten er kendt for sine strande, eller rettere sagt sin strand, da hele kysten der strækker sig over ca. 100 km er en stor sandstrand.

## Historie
Anzoátegui er opkaldt efter en af heltene i den venezuelanske uafhængighedskrig, José Antonio Anzoátegui (1789-1819), der blev født i delstatens hovedstad, Barcelona. Delstaten fik først sit endelige navn i 1909 efter en del ændringer i den territoriale opdeling af Venezuela gennem det 19. århundrede.

## Geografi
Anzoátegui er beliggende i Venezuelas nord-øst-region ud til det Caribiske Hav. Den har et areal på 43.300km², hvilket svarer til ca. 4,7% af landets samlede areal.
Delstaten er underinddelt i 21 kommuner (municipios).

## Økonomi
Hovedindtægtskilden i Anzoátegui er olie, men også fiskeri, landbrug og turisme har en vis betydning. En af latinamerikas største olieraffinaderier, "Complejo Petroquímico de Jose" er beliggende i delstaten.

## Turistattraktioner
Delstaten huser (sammen med Sucre) Mochima Nationalpark (Parque National de Mochima), som er et øområde, bestående af 32 øer, ud for kysten mellem de to større byer Puerto la Cruz og Cumaná, imellem hvilke der er ca. 50 km.
Udover parken er strandene og spaene samt få museer, kulturhuse og gallerier de mest seværdige.